# Sterrengoden

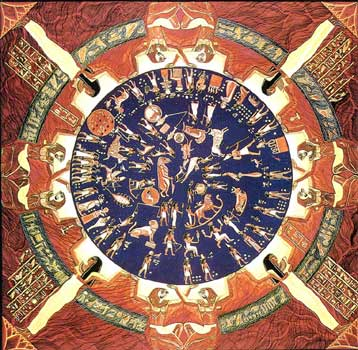
Plafond van de tempel van Hathor in Dendera

De Sterrengoden van Egypte waren de goden die aan het firmament stonden. Al in de Piramideteksten wordt er vermelding gemaakt van sterrengoden. Er is weinig bekend over hoe de Egyptenaren de sterren voorstelden of wat er voor mythen over waren.

## Sterren en planeten
Vanaf het Middenrijk herkenden de Egyptenaren de volgende vijf planeten. Deze noemde zij De-sterren-die-nooit-rusten en werden voorgesteld als goden met hun eigen barken die door de hemel heen zweefden. Dat zijn:
- Mercurius; genaamd "Sebegoe" misschien een vorm van Seth.
- Venus; genaamd "degene-die-kruist" / "god-van-de-morgen".
- Mars; genaamd "Horus-van-de-horizon" / "Horus-de-rode"
- Jupiter; genaamd "Horus-die-beheerst-de-twee-landen"
- Saturnus; genaamd "Horus-stier-van-de-hemel"

Na het Middenrijk kwamen er steeds meer planeten of sterren bij, totdat er hele kaarten waren met sterren. De sterren werden geplant in constellaties om ze te kunnen identificeren. De namen die eraan werden gegeven waren uniek en kwamen niet voor in de normale pantheon. Later in de tijd waren er sterrenbeelden die meetbaar waren met de huidige: Orion, de Grote Beer (steelpannetje), Leeuw en Draak. Er werden in de ptolemaeische tijd steeds meer constellaties toegevoegd. Voorbeeld van zulke modellen zijn te vinden in het graf van Seti I en de beroemde plafond van Dendera.